# NGC 2285
NGC 2285 est une paire d'étoiles située dans la constellation des Gémeaux. L'astronome prussien Heinrich d'Arrest a enregistré la position de cette paire d'étoiles le 20 avril 1865.